# Sobang (plaats in Pandeglang)
Sobang is een bestuurslaag in het regentschap Pandeglang van de provincie Banten, Indonesië. Sobang telt 4674 inwoners (volkstelling 2010).